# Piesocalus
Piesocalus és un gènere monotípic dins de la subfamília Erigoninae d'aranyes nanes del sud-est asiàtic que conté l'única espècie, Piesocalus javanus.
Fou descrita per primera vegada per Eugène Louis Simon l'any 1894, i només s'ha trobat a Indonèsia i a Java.